# Музыка (картина Матисса)
«Музыка» (фр. La Musique) — картина французского художника Анри Матисса, написанная им в 1910 году по заказу коллекционера живописи С. И. Щукина.

## История
В 1908 году московский купец, меценат и коллекционер живописи Сергей Иванович Щукин, который был хорошо знаком с Матиссом, предложил художнику исполнить декоративные панно для декорации лестницы его особняка в Знаменском переулке, аллегорически изобразив процессы музыки и танца. Матисс прислал эскизы с несколькими вариантами работы. В интервью 1909 года он пояснил, что, по его замыслу, человеку, входящему в дом с улицы, нужно «сообщить чувство облегчения», поэтому для первого этажа художник выбрал сюжет с танцем. На втором этаже, полагал он, был более сообразен сюжет с музицирующими и слушающими. Так появились парные панно «Танец» и «Музыка». В планы Матисса входило и написание третьего полотна, «Купание» (или «Медитация»), на котором были бы изображены отдыхающие, однако дом Щукина был двухэтажным, и его заказ предполагал создание только двух композиций, вследствие чего «Купание» сохранилось лишь в набросках автора. Тема панно «Музыка» была близка и Щукину, при обсуждении заказа писавшему, что у него дома часто исполняют классические произведения, а в зимнее время регулярно даются концерты.
Незадолго до отправки в Россию оба панно были выставлены на парижском «Осеннем салоне» 1910 года, вызвав грандиозный скандал эпатирующей обнажённостью персонажей и неожиданностью трактовки образов. В связи с этим Щукин отказался от них, но уже вскоре, по прибытии в Москву, изменил своё решение. В срочной телеграмме, отправленной Матиссу, он сообщил, что окончательно согласен приобрести работы, а затем подтвердил свои намерения письмом «Сударь, — писал коллекционер, — в дороге (два дня и две ночи) я много размышлял и устыдился своей слабости и недостатка смелости. Нельзя уходить с поля боя, не попытавшись сражаться».
Примечательно, что, несмотря на своё согласие «сражаться», при получении картины Щукин попросил Матисса закрасить гениталии изображённых на ней персонажей, которые, в частности, стали одной из причин скандала на Осеннем Салоне. Этой просьбой он опроверг свои слова о решении «пойти наперекор нашим буржуазным воззрениям и поместить на лестнице своего дома картину с обнажёнными». Щукин понимал, что для признания художника московской публикой его собственных убеждений было недостаточно.
Обе картины — «Танец» и «Музыка» — благополучно прибыли из Парижа в Москву в начале декабря 1910 года.

## Картина
Работая над мужскими фигурами при написании картины, Матисс стремился свести их к элементарным формам. Он осознанно лишал героев индивидуальности, наделяя их почти идентичными чертами лица и телосложением, чтобы изображённое воспринималось зрителем как единое целое. Своей главной задачей художник считал достижение цветовой гармонии полотна с опорой на контраст: следуя поставленной цели, он окрасил фигуры персонажей в яркий пунцовый оттенок, сбалансировав его интенсивными цветами синего неба и зелёной травы. Таким образом, Матисс сумел усилить выразительность палитры за счёт яркости всего лишь трёх цветов — «небесной лазури, розовой свежести тел и зелени холма». Примечательно, что мужские фигуры изначально были обведены чёрным контуром, лишь впоследствии заполненным краской. Фон в «Музыке», предельно упрощённый художником, играет второстепенную роль.
Всего на холсте изображено пятеро персонажей, двое из которых играют на музыкальных инструментах — скрипке и двуствольной свирели, а остальные поют. Поза музыканта-скрипача была детально, точно воспроизведена Матиссом, поскольку тот сам владел игрой на скрипке. Все люди на картине находятся в неподвижности, оцепенении. Матисс сознательно выписал их силуэты упругими, гибкими линиями, чтобы придать полотну музыкальный ритм.
Поиск композиционного решения не давался автору картины легко: известно, что Матисс неоднократно переписывал сцену. Так, в первоначальной версии «Музыки» у ног скрипача находилась собака. По мнению ряда исследователей творчества художника, это было отголоском древнегреческого мифа об Орфее, зачаровывавшем своей игрой на лире и людей, и животных.
Сам Матисс не упоминал о какой-либо трактовке «Музыки». Существует лишь предположение о том, что изображённые в правой части холста три подогнувших колени фигуры могут олицетворять нотные знаки, а скрипач символизирует скрипичный ключ. Другие искусствоведы полагают, что пунцовый, зелёный и синий оттенки композиции соответственно символизируют три стихии — огонь, землю и воздух.
Написанное как парное к «Танцу», панно «Музыка» имеет ряд сходств и отличий в сравнении с ним. Полотна объединяет схожесть цветовых гамм и количество изображённых фигур. Но, если на «Танце» изображены женские персонажи, то на «Музыке» — мужские. Герои «Танца» динамичны, они стремятся вырваться за пределы полотна, в то время как фигуры в «Музыке» — статичны, спокойны и практически изолированы друг от друга, полностью погружены в музыку. «Танцем» правит дионисийское начало, «Музыкой» — аполлоническое.